# Liste traditioneller japanischer Tanzformen
Die nachstehende Liste enthält Formen des  traditionellen japanischen Tanzes (Nihon Buyō). Man unterscheidet die vier Hauptkategorien: mai (舞), odori (踊り), furi (振り) und neue Formen (新舞踊). Die Liste ist alphabetisch sortiert, in Klammern ist die Kategorie angegeben. Handelt es sich um einen Tanz, der lediglich für eine bestimmte Region typisch ist, so wird dies durch den Zusatz regional kenntlich gemacht. Für den Fall, dass noch kein Artikel existiert sind zudem die Kanji hinzugefügt. Tänze der Okinawa- und Ryūkyū-Inseln sind hier nicht aufgeführt.

## A
- Aya-odori (綾踊)
- Awa-odori (阿波踊り, regional)

## B
- Bon-odori (盆踊り)
- Bugaku (舞楽)

## D
- Dengaku (田楽)

## E
- Ennen (延年)

## F
- Furyū (風流踊, odori)

## G
- Gagaku
- Gin’ei kenshibu (吟詠剣詩舞, mai)
- Gion-odori (祇園をどり, regional, odori)
- Gotenmai (御殿舞, mai)

## H
- Hachigatsu-odori (八月踊, regional)
- Hōnote (棒の手)

## K
- Kabuki buyō (歌舞伎舞踊, furi)
- Kagura
- Kamigata-mai (上方舞, furi)
- Kayō buyō (歌謡舞踊)
- Kenbu (剣舞, mai)
- Kenshibu (剣詩舞, mai)
- Kishimai (吉志舞, mai)
- Kisō-odori (木曽踊り)
- Kouta-odori (小歌踊)
- Kōwakamai (幸若舞, mai)
- Kusemai (曲舞, mai)

## M
- Mikomai (巫女舞)
- Miyako-odori (都をどり)

## N
- Nembutsu-odori (念仏踊り)

## S
- Sarugaku (猿楽, mai)
- Saitorisashi (刺鳥刺, regional, Tottori)
- Shimai (仕舞)
- Shishimai (獅子舞)
- Shirabyōshi (白拍子, mai)
- Shishi-odori (鹿踊, regional)

## T
- Taiko-odori (太鼓踊り, odori)
- Tanabata-odori (七夕おどり, odori)